# Bell-cot

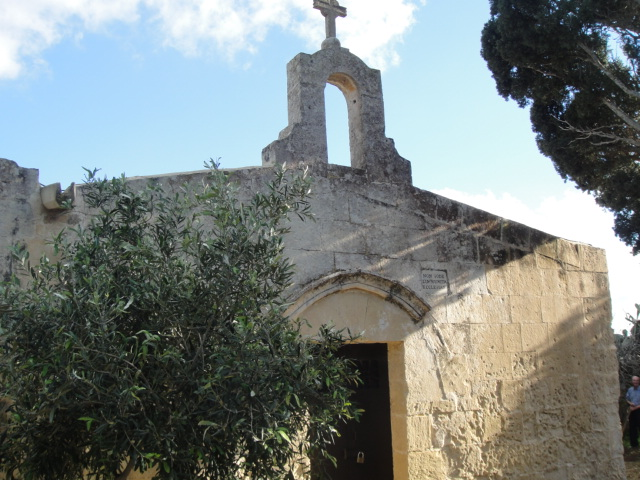
Bell-cote na kaplicy Zwiastowania w Żurrieq, Malta

Bell-cot (również bell-cote lub bellcote) jest to kamienna rama w formie arkady na dachu, zbudowana do zawieszania dzwonów. Najczęściej spotykaną formą bell-cot jest bardzo prosty element z pojedynczym dzwonem. Dzwon może być również umieszczony na zadaszonych wspornikach wystających ze ściany. Bardziej wyszukane bell-cot mogą mieć miejsce na dwa lub nawet trzy dzwony pod wspólnym zadaszeniem. Bell-cote są najczęściej spotykane w architekturze kościelnej, ale można je również zobaczyć w instytucjach takich jak szkoły.